# Château de Labastide (Lot)
Le château de Labastide ou de Marsa est situé sur la commune de Beauregard, dans le département du Lot. 

## Historique
La famille de Marsa est une famille de chevaliers de la châtellenie de Caylus. Elle apparaît au début du XIIIe siècle dans le cartulaire des Templiers de Lacapelle-Livron.
En 1267, les Templiers accusent le seigneur de Marsa de percevoir indûment les dîmes dues à l'Ordre. Alphonse de Poitiers reçoit la plainte de l'Ordre et les Marsa, chevaliers modestes, doivent s'incliner. La tour carrée qui flanque le château au nord-est peut dater de cette époque. Elle est implantée près de la bastide de Beauregard.
Aux XIVe siècle, on trouve des membres de la famille écuyers à la cour pontificale à Avignon.
Jean de Marsa occupe le château après la guerre de Cent Ans. Les ravages provoqués dans la population l'oblige à faire venir de nouveaux laboureurs pour peupler ces terres. Il les accense vers 1460.
En 1504, leur d'un dénombrement du ban et de l'arrière-ban, Pierre de Marsa fait la liste de ses biens mais il habite dans son fief de Saillac.
Au XVIIe siècle, le château appartient à Emmanuel de Lagardelle, un parent de la famille.
Les enfants d'un de ses descendants ont eu comme précepteur Guillaume Lacoste, historien, auteur d'une Histoire générale du Quercy.
En 1786 Jean de Saint-Martin est devenu le propriétaire du château. La branche cadette de la famille de Marsa de Saillac s'est éteinte au XVIIIe siècle.
Le château a été inscrit au titre des monuments historiques le 27 juillet 1979.

## Description
Le château est composé de deux corps de logis carrés reliés par un bâtiment rectangulaire qui doit dater du XVIIe siècle. Ce bâtiment repose sur une salle basse voûtée en berceau.
La tour carrée qui flanque le bâtiment au nord-est peut dater du XIIIe siècle.
Le corps de logis au sud-est porte des traces de mâchicoulis datant du XVe siècle.
Toutes les fenêtres sont à meneaux. Les galeries du bâtiment central sont éclairées de part et d'autre par trois fenêtres. Elles conservent des traces de peintures murales et un plafond à la française. Les étages sont desservis par un escalier à vis.

### Articles connexes

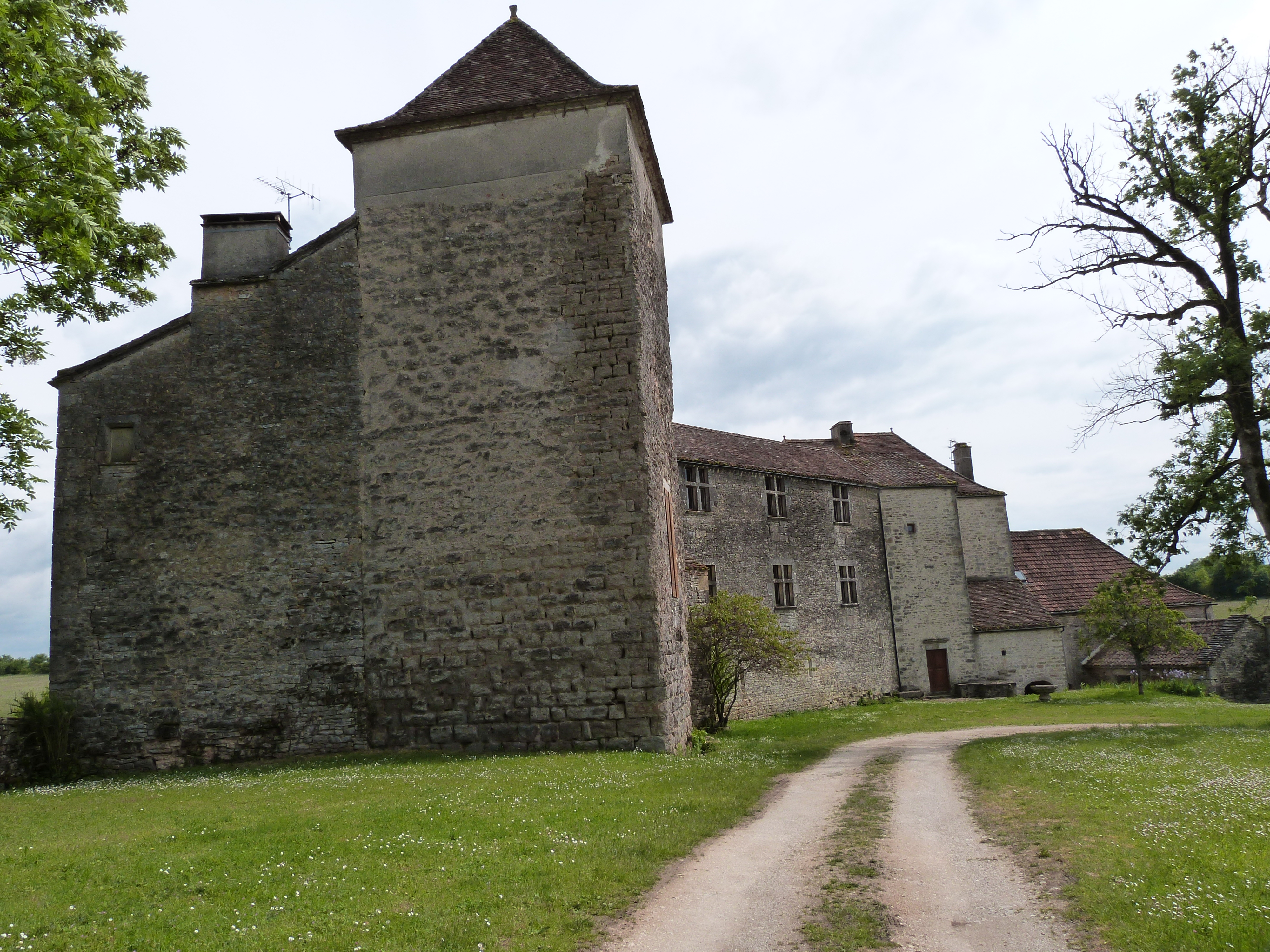